# آق‌قرغان (شهرستان آلابقعه)
آق‌قرغان (به لاتین: Ak-Korgon) یک روستا در قرقیزستان است که در شهرستان آلابقعه واقع شده‌است. آق‌قرغان ۸٬۱۳۲ نفر جمعیت دارد.